# 何耀輝
何耀輝（1929年—2016年8月12日），生於日治台灣臺南州新豐郡永康庄（今台南市永康區），醫師，專長於放射科。

## 生平
考取台北帝國大學醫預科（今台大醫學系）。在第二次世界大戰結束後，1951年以第一名成績從台大醫學院畢業。畢業後，他進入台大醫院，任醫師。1957年，在杜聰明的邀請下，至高雄醫學院（今高雄醫學大學的前身）任教，創立放射線學科及高醫附院放射科，任首任科主任。
1959年，他與高雄醫學院的技術人員合作，製造出第一台在台灣製作的X光機，其中除了X光管之外的零件，都是在台灣製作。1961年，在台灣醫學會發表這台X光機。
2016年8月12日過世，享壽88歲。